# Visir
 Ikke at forveksle med vesir.
 For alternative betydninger, se Visir (rustning).
Et visir (af fransk: visière, ansigt) er en plade, der er beregnet til at beskytte øjne og/eller ansigtet. Det kan f.eks. være monteret på en styrthjelm, for at beskytte mod fartvinden, eller på sikkerhedshjelme. Det kan dog også være en anordning, der beskytter mod virus og bakterier i forbindelse med sygdomme eller epidemier, som f.eks. Coronaviruspandemien i 2019-2020. I sidstnævnte tilfælde kan det være et alternativ eller supplement til mundbind.
For at anvenderen stadig kan se, er visirer enten gennemsigtige eller har sprækker, man kan se ud af (eksempelvis visiret på rustningers hjelme).

## Galleri
- Rugbyspiller med integreret visir på hjelmen
- Sikkerhedshjelm med integreret visir af trådnet til brug ved anvendelse af kædesav
- Middelalder-rustning med hjelm og visir